# Luigi Basiletti

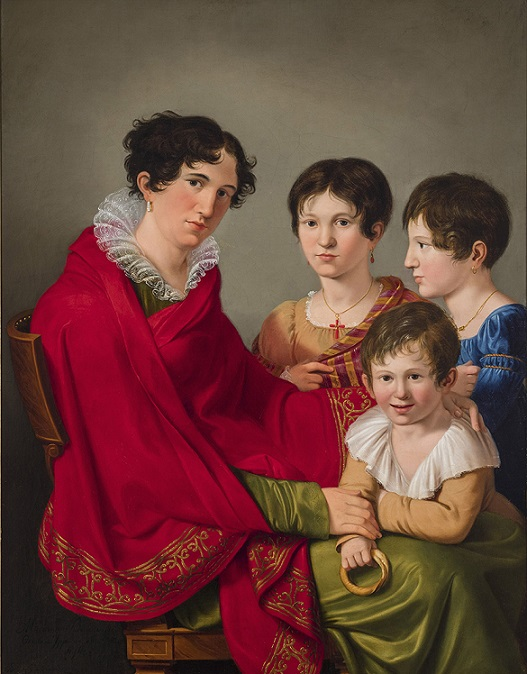
Marianna Cigola Balucanti con tre dei suoi figli.

Luigi Basiletti, né le 18 avril 1780 à Brescia, et mort le 25 janvier 1859, est un peintre italien.

## Biographie
Luigi Basiletti est né le 18 avril 1780 à Brescia.
Élève de Santo Cattaneo, il étudie aux académies des beaux-arts de Bologne et de Rome. À Rome, il fait la connaissance du sculpteur Canova, dont il peint le portrait. De retour à Brescia, il devient bientôt célèbre et reçoit de nombreuses commandes. Il peint un tableau d'autel à la cathédrale Nuovo de Bresci.
Il meurt le 25 janvier 1859.

## Œuvre
- Énée rencontre Andromaque, hst, 1811.